# Камполато III
Камполато III (итал. Campolato III) је насеље у Италији у округу Сиракуза, региону Сицилија.
Према процени из 2011. у насељу је живело 38 становника. Насеље се налази на надморској висини од 65 м.